# معركة سينيف
وقعت معركة سينيف (بالإنجليزية: Battle of Seneffe) في 11 أغسطس من عام 1674 أثناء الحرب الفرنسية الهولندية بالقرب من سينيف وصولًا إلى الأراضي المنخفضة الإسبانية التي أصبحت الآن بلجيكا. جرى القتال بين قوة فرنسية بقيادة الأمير لويس كوندي الأكبر وقوة هولندية ورومانية وإسبانية مشتركة تحت قيادة وليم الثالث ملك إنجلترا. تُعد هذه المعركة واحدة من أكثر المعارك دموية في الحرب حيث أكثر من 20٪ من المقاتلين من كلا الجانبين قد أصبحوا ضحايا، ومايزال الجدال قائمًا حول النتيجة.
بحلول عام 1674، تميزت قوات الحلفاء في الأراضي المنخفضة الإسبانية بتفوقها العددي على الجيش الفرنسي تحت قيادة كوندي، الذي استقر بمقره الواقع على طول نهر بيتون بالقرب من شرلروة. بدأ وليم الثالث الهجوم وسعى لخوض معركة من خلال التغلب على المواقع الفرنسية لكن الأرض المتحطمة أجبرته على تقسيم جيشه إلى ثلاث قوات منفصلة.
استغل كوندي ذلك لشنّ هجوم سلاح الفرسان ضد طليعة الحلفاء، وبحلول منتصف نهار 11 أغسطس، أمر بوقف التقدم. بناءً على نصيحة مرؤوسيه، أمر بعد ذلك بشن سلسلة من الاعتداءات الأمامية التي أدت إلى خسائر فادحة في الأرواح على كلا الجانبين دون نتيجة ملموسة. استمر القتال حتى حلول الظلام عندما انسحب كوندي إلى بيتون، لكن بعد توليه منصبه بين عشية وضحاها، تقاعد وليم الثالث في اليوم التالي وهو في حالة صحية جيدة.
لم يحرز أي من الجانبين تفوقًا واضحًا. على الرغم من الخسائر الفادحة، أعاد وليم الثالث تنظيم جيشه بسرعة، ثم بحلول نهاية أغسطس كان أقوى نسبيًا مما كان عليه قبل معركة سينيف، في حين أن خسائره الخاصة تعني أن لويس الرابع عشر قد أمر كوندي بالتركيز بعد ذلك على الحصار. من بين المعركتين الأخرتين في فلاندر قبل معاهدات نايميخن في عام 1678، اندلعت معركة كاسل بمحاولة من الحلفاء لاستقلال بلدية سان أومير، بالإضافة إلى معركة سانت دينيس لمنع الاستيلاء الفرنسي على مدينة منس.

## الخلفية
اعتبرت كل من فرنسا وجمهورية هولندا أن الأراضي المنخفضة الإسبانية ضرورية لأمنهما وتجارتهما، ما جعلها منطقة متنازع عليها طوال القرن السابع عشر. احتلت فرنسا معظم المنطقة في حرب الأيلولة بين عامي 1667-68، قبل أن يجبرها التحالف الثلاثي بقيادة هولندا على إعادة معظم مكاسبها من خلال معاهدة إيكس-لا-شابيل عام 1668. بعد ذلك، قرر لويس الرابع عشر أن أفضل طريقة لفرض التنازلات من الهولنديين هي هزيمتهم أولًا.
عندما بدأت الحرب الفرنسية الهولندية في مايو عام 1672، سرعان ما اجتاحت القوات الفرنسية أجزاءًا كبيرة من هولندا، لكن بحلول يوليو، استقر الموقف الهولندي. شجع النجاح غير المتوقع لويس على تقديم مطالب مفرطة، في حين أن القلق من المكاسب الفرنسية قد جلب الدعم الهولندي من براندنبورغ بروسيا والإمبراطور ليوبولد الأول وكارلوس الثاني ملك إسبانيا. في أغسطس عام 1673، دخل جيش إمبراطوري إلى راينلاند؛ في مواجهة الحرب على جبهات متعددة، قام لويس بسحب معظم قواته من هولندا محتفظًا فقط ببلدية خرافه وماستريخت.
في يناير عام 1674، انضمت الدنمارك-النرويج إلى التحالف المناهض لفرنسا. تبع ذلك توقيع معاهدة وستمنستر في فبراير، التي أنهت الحرب الإنجليزية الهولندية الثالثة وحرمت فرنسا من حليف رئيسي ضد الهولنديين. في مايو، قام الفرنسيون بشن هجومهم على الأراضي الإسبانية في منطقة إفرنش كمته، بينما ظل كوندي في موقف دفاعي في الأراضي المنخفضة الإسبانية. أمضت قوة هولندية إسبانية مشتركة بقيادة وليم الثالث وحاكم الأراضي المنخفضة الإسبانية، الكونت جوان مونتيري، شهري يونيو ويوليو في محاولة لاستدراج كوندي إلى المعركة. عندما ثبت فشل ذلك، اقترح وليم الثالث غزو فلاندرز الفرنسية، الأمر الذي من شأنه أن يهدد الجيش الخلفي لكوندي ويجبره على القتال؛ وافق كونت مونتيري على ذلك لإتاحة الفرصة أيضًا لاستعادة بلدة شارلروة على الحدود الإسبانية الرئيسية.
في 23 يوليو، انضم وليم الثالث بالقرب من نيفيل إلى قوة إمبراطورية تحت قيادة دي سوشيز، وهو منفى تابع لجماعة هوغونوتيون الفرنسية؛ إلى جانب 5000 جندي من المشاة والفرسان الإسبان، وبذلك أصبح الجيش مكونًا من حوالي 65،000 جندي. في الوقت نفسه، أكمل الفرنسيون احتلالهم منطقة إفرنش كمته، ما سمح للويس بإرسال تعزيزات كبيرة لكوندي، بما في ذلك ابنه الدوق هنري جولز. بحلول أوائل أغسطس، كان لدى كوندي 45،000 جندي متمركز على طول خط نهر بيتون الذي ينضم إلى نهر سامبر عند شارلروة.
خلص جيش الحلفاء إلى أن هذه المواقف كانت شديدة القوة بالنسبة لهجوم أمامي، وغادر نيفيل في 9 أغسطس، وأنشأ خطًا يمتد من قرى أركوين إلى روكس على اليسار الفرنسي. بقيامهم بذلك، كانوا يأملون في إغراء كوندي بالبدء بالهجوم، لكنه ببساطة حول قواته لمواجهة التهديد فقط؛ ونتيجةً لذلك، اقترح وليم الثالث التنقل حول سينيف، ومن ثم إلى الجزء الخلفي الفرنسي. أيّد الإسبان هذه الخطة لأنها ستقطع خطوط إمداد كوندي وتعزل الحامية الفرنسية في شارلروة.